# أولاد آرنا
أولاد آرنا فيلم وثائقي من إخراج جوليانو مير خميس عام 2003. الفيلم حول أطفال فلسطينيين من مخيم جنين، شاركوا في مسرح أقامته آرنا مير خميس، والدة المخرج، أثناء الانتفاضة الأولى.
بعد الاجتياح الإسرائيلي لمخيم جنين عام 2002 يعود جوليانو إلى المخيم باحثا عن الأطفال الذين شاركوا في المسرح ليرى كيف تطورت حياتهم.

## روابط خارجية
- أولاد آرنا على موقع IMDb (الإنجليزية)
- أولاد آرنا على موقع ميتاكريتيك (الإنجليزية)
- أولاد آرنا على موقع روتن توميتوز (الإنجليزية)
- أولاد آرنا على موقع نتفليكس (الإنجليزية)
- أولاد آرنا على موقع ألو سيني (الفرنسية)
- أولاد آرنا على موقع Turner Classic Movies (الإنجليزية)
- أولاد آرنا على موقع أول موفي (الإنجليزية)
- أولاد آرنا على موقع فيلمافينيتي (الإسبانية)
- أولاد آرنا على موقع قاعدة بيانات الفيلم (الإنجليزية)
- أولاد آرنا على موقع ليتربوكسد (الإنجليزية)